# إباحية متشددة
الإباحية الفاضحة أو القاسية أو الفجَّة أو المتشددة (بالإنجليزية: Hardcore pornography أو hardcore porn) تعرف بأنها هي مواد إباحية تتميز بتصوير تفصيلي للأعضاء التناسلية الجنسية أو الأفعال الجنسية بشكل صريح مثل الجماع المهبلي أو الجنس الشرجي أو الجنس الفموي أو لعق الفرج أو مص القضيب باللسان أو التصبيع أو الجنس الفموي الشرجي أو الاستمناء أو الدكاكيرية الجنسية. المصطلح يتناقض مع المواد الإباحية الأقل وضوحًا. عادةً ما تأخذ المواد الإباحية المتشددة شكل صور وأفلام و رسوم متحركة. منذ التسعينيات، أصبحت المواد الإباحية المتشددة متاحة على نطاق واسع عبر الإنترنت أو عبر القنوات الإباحية التي تبث عبر أقمار مثل هوتبيرد وغيره مما جعلها متاحة على نطاق واسع أكثر من أي وقت مضى.

## علم أصول الكلمات

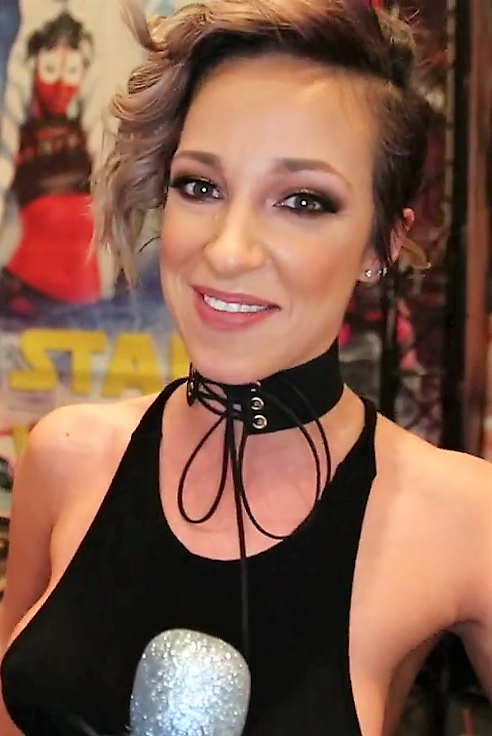
ممثلة الأفلام الإباحية المتشددة جادا ستيفنز

في الخمسينيات والستينيات من القرن الماضي ، انخرط رجال القانون الأمريكيون في مناقشات حول قوانين الفحش وخلال هذا الوقت أسسوا تمييزًا واضحًا بين "المواد الإباحية الفاضحة" و "المواد الإباحية الحدودية" (أو "الفاحشة الحدودية"). 
ولكن يجب التمييز بين مصطلح «الإباحية المتشددة» و «المواد الإباحية المحدودة» (أو «الفاحشة المحدودة») مثل القُبلات الجنسية والعناق الجنسي والتحرش الجنسي فالإباحية المتشددة تعني الفاحشة غير المحدودة استعانت «المواد الإباحية المحدودة» بالشبق الجنسي، ولكن كانت لها صفات إيجابية، مثل الجدارة الأدبية أو الفنية، وهكذا كانت قوانين الفواحش أو محرمات مسموح بها؛ أما «الإباحية المتشددة» كانت تفتقر إلى مثل هذه المزايا وكانت محظورة بالتأكيد فمثلا في بعض الدول يسمح بأن يقبل الرجل زوجته أو يقوم بأحتضانها والعكس وفي بعض الدول تعد هذه امور محرمة وفي كل الدول يحرم القيام بالجماع والجنس في الاماكن العامة. في قضية روث ضد الولايات المتحدة (1957)، ميزت الحكومة موجز ثلاث فئات من المواد الجنسية: «روايات ذات نية أدبية خطيرة على ما يبدو»؛ «الترفيه الإباحي المحدود... المجلات والرسوم الكاريكاتورية ومنشورات العراة، إلخ»؛ و «المواد الإباحية المتشددة، والتي لا يمكن لأحد أن يشير إلى أنها كانت لها ميزة أدبية». ميز إبرهارد وفيليس كرونهاوزن في عام 1959 «الواقعية الشبقية الجنسية» عن «المواد الإباحية المحدودة»؛ بقولهم الأخير «ان الهدف الرئيسي للمواد الإباحية المحدودة هو تحفيز الاستجابة الشبقية لدي القارئ. وهذا هو كل شيء.» علي عكس الإباحية المتشددة التي تعرض محتوي جنسي صريح  وبطبع المواد الأكثر شهرة، في قضية جاكوبيليس ضد أوهايو (1964)، كتب بوتر ستيوارت : لن أحاول اليوم أبعد من ذلك أن أحدد أنواع المواد التي أدركها والتي يتم تبنيها في ذلك الوصف المُختزل ["المواد الإباحية المتشددة"] ، وربما لم أنجح مطلقاً في القيام بذلك بشكل مفهوم. لكنني أعرف ذلك عندما أراه، والصورة المبروزة المتضمنة في حالة [ العشاق ] هذه ليست كما يبدو عليها. أو بمعني اخر هو فشل في وضع تعريف دقيق لما تعنيه الإباحية المتشددة في قضية جاكوبيليس ضد أوهايو وغيرها من القضايا، حكمت المحكمة العليا في الولايات المتحدة بأنه لا يمكن حظر استخدام المواد الإباحية «المتشددة» إلا بموجب قوانين الفواحش والمحرمات، بينما يحظر التعديل الأول الباقي. أصبحت فئة «الإباحية المحدودة» فئة قديمة. قال تقرير عام 1970 الصادر عن لجنة الـرئيس للفواحش والمواد الإباحية: يعرّف الناس الذين يتعاملون في مواد ذات توجهات جنسية بأن «المواد الإباحية المتشددة» عبارة عن «تصوير فوتوغرافي للتواصل الجنسي الفعلي مع التركيز الكاميرا على الأعضاء التناسلية بشكل صريح وعدم وجود نص مصاحب لتوفير دفاع قانوني»، وهذا بالطبع ليس تعريف قانونيًا.... استخدم بعض القضاة مصطلح «المواد الإباحية المتشددة» كمرادف لـ «المواد التي يمكن قمعها بشكل قانوني». في هذا التقرير، يتم استخدام المصطلح كمرادف لـ«صورة غير قانوني» أو شئ من هذا القبيل، في الواقع، تعريف المتداول بشكل قانوني للمواد المطبقة في السوق ويمكن ايقافها في أي وقت. ويمكن القول أنه بسبب التشويش حول معنى المصطلح، الذي ينبع أساسًا من مفهوم قانوني غير محدد، سيكون من الجيد لتجنب استخدام المصطلح مثل هذا تمامًا.... هناك نوع واحد من المواد الموجهة جنسيًا والتي يتم بيعها عالميًا تقريبًا دون شكل غير قانوني في الولايات المتحدة: نسخ من صور فوتوغرافية تظهر للجماع الفعلي التي تصور الاختراق المهبلي أوالشفهي بشكل نابض بالحياة.. .. في الوقت الحاضر، أصبحت الفروق أكثر وضوحاً بين المواد التي تُباع علنًا وقانوني وتلك المبيعة تباعًا بشكل غير واضحة إلى حد كبير.
منذ سبعينيات القرن الماضي، أصبح التمييزلبارز بين المواد الإباحية المتشددة والإباحية المحدودة، والتي قد تستخدم الجنس المحاكى وتحد من نطاق وشدة تصوير الأنشطة الجنسية. على سبيل المثال، قسم تصنيف وليام روتلر عام 1973 التصنيف التصنيف أكس للأفلام الإباحية ثلاث تصنيفات: «تصنيف تربل إكس والذي يعني فيلم إباحي متشدد، وتصنيف دبل إكس مخصص للمحاكاة الجنسية، أما التصنيف إكس فهو للأفلام المثيرة نسبيًا مثلما يظهر في أي فيلم سينمائي عادي ولكن علي عكس الأفلام السينمائية فهذه الافلام كلها تركز علي الجنس فقط بين البطل والبطلة.» 

## تاريخ الأفلام الإباحية المتشددة
ما قبل التاريخ إباحية الحديثة عُرف فيلم الأيل الكلاسيكي الأمريكي، المعروف أيضًا باسم الأفلام الزرقاء ، وهي مجموعة من الأفلام الإباحية القصيرة السرية التي تم إنتاجها خلال الثلثين الأولين من القرن العشرين. على الرغم من أن المجموعة الدقيقة من فيلم الأيل المميز ما زالت مجهولة، يعتقد العلماء في معهد كينسي أن هناك ما يقرب من 2000 فيلم تم إنتاجه بين 1915-1968. سينما الأيل هي نوع من الأفلام الإباحية المتشددة وتتميز بالصمت، وعادة ما تملأ بكرة واحدة أو أقل، وقد صنعت وعرضت بطريقة غير قانونية بسبب قوانين الرقابة في أمريكا. تم استبعاد النساء من هذه العروض الخاصة التي تم عرضها في بيوت «المدخنين» الأمريكية مثل الأخويات أو غيرها من المؤسسات الحصرية. في أوروبا، تم عرض أفلام من نفس النوع من الأفلام في بيوت الدعارة. كان وضع استقبال جميع الذكور من أفلام الأيل صاخبة، والمزاح الجنسي الجماعي  و ذلك لاثارة الشهوة الجنسية. المؤرخون فيلم يصف أفلام الأيل كشكل من أشكال بدائية للسينما لأنها أنتجت من قبل مجهولين وفنانين هواة من الذكور الذين فشلوا في تحقيق التماسك السردي والاستمرارية في الافلام. اليوم، تم أرشفة العديد من هذه الأفلام من قبل معهد كينسي، ولكن معظمها في حالة من الاضمحلال وليس لها حقوق الطبع والنشر أو الاعتمادات الحقيقية، أو التأليف المعترف بها. انتهى عصر هذه الأفلام السينمائية حتماً ببداية الثورة الجنسية في الخمسينيات، جنبًا إلى جنب مع التقنيات الجديدة في فترة ما بعد الحرب العالمية الثانية مثل 16 ملم و 8 ملم والسوبر 8 . تلقت السينما الأيل الأمريكية عمومًا اهتمامًا علميًا في منتصف السبعينيات من جنسين مختلفين بالاخص من الذكور، على سبيل المثال دي اورو وأفلام جيرالد رابكين القذرة (1976) واخيراً من قبل الشواذ والنساء على سبيل المثال فليم ليندا ويليامز هاردكور: باور اوف بلايجر وفيلم ذا فرينزي اوف ذا فيزابول (1989) توماس ووج في المثلية الجنسية في فيلم الأيل الكلاسيكي الأمريكي: اون سكرين، اوت الشاشة (2001).

## قانونية الأفلام الإباحية المتشددة

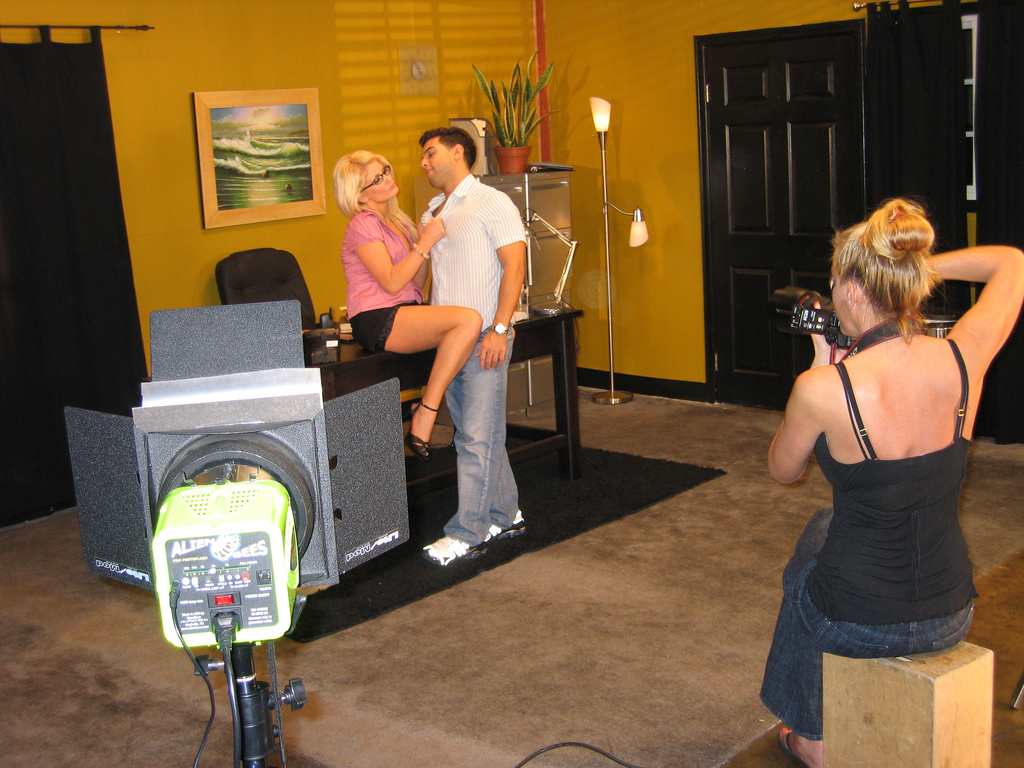
مجموعة تقوم بتصوير مشهد من فيلم إباحي

أُعتبر توزيع المواد الإباحية المتشددة محظورًا على نطاق واسع في العديد من البلدان حتى النصف الثاني من القرن العشرين عندما بدأت العديد من الدول في السماح ببعض نشر مواد الشهوانية. عادة ما يتم تنظيم العرض الآن عن طريق نظام تصنيف الصور المتحركة وكذلك عن طريق التنظيم المباشر لنقاط البيع. تنطبق القيود، حسب الاقتضاء، على عرض الفيلم أو تأجيره أو بيعه أو تقديمه، على شكل قرص DVD أو فيديو أو ملف كمبيوتر، إلخ. غالبًا ما يتم حظر عرض الإعلانات المواد الإباحية المتشددة، وكذلك عرضها على القاصرين دون السن القانونية.
و خففت معظم البلدان القيود المفروضة على توزيع المواد الإباحية، إما عن طريق التقنين العام أو المقيد أو بسبب عدم تطبيق التشريعات الباهظة. كان معظم تخفيف القيود عن طريق إدخال تغييرات على معايير نظام تصنيف الأفلام في أي بلد. غالباً ما تعارض الحركة المناهضة للمواد الإباحية مع تقنينها بقوة. في عام 1969، أصبحت الدنمارك أول دولة في العالم تقنن المواد الإباحية. في الولايات المتحدة، تختلف التفسيرات القانونية للمواد الإباحية فيما يتعلق بالحق الدستوري في حرية التعبير من ولاية إلى أخرى ومن مدينة إلى مدينة. تم إضفاء الشرعية على المواد الإباحية في المملكة المتحدة عام 2000 وحتي الآن في الوطن العربي يحظر عرض أي فيلم اباحي علي التلفاز أو بيعها ولكن هذه الافلام متوفرة عبر الإنترنت أو يتم شرائها بشكل غير قانوني.

### المملكة المتحدة
ذكرت الإندبندنت في عام 2006 أن نيلسن نت ريتنجز وجدت أن أكثر من تسعة ملايين من الذكور البالغين يستخدمون خدمات الاباحية على الإنترنت. كما أفادت الدراسة عن زيادة بنسبة الثلث في عدد النساء اللائي يزورن المواقع المصنفة بتصنيف أكس، من 1.05 مليون إلى 1.38 مليون. وجدت دراسة أجريت عام 2003 أن ثلث جميع مستخدمي الإنترنت البريطانيين تمكنوا من الوصول إلى المواد الاباحية المتشددة.

### الولايات المتحدة
قدرت دراسة أجراها إريك شلوسر عام 2005 أن عائدات المواد الإباحية وصلت لمبالغ كبيرة تطابقت مع عروض شباك التذاكر في هوليوود. ولذلك أنتجت أشرطة المواد الاباحية المتشددة ومواقع الإنترنت لتقوم ببث هذه الاشرطة وجلسات الجنس الحي وبرامج تلفزيون الكابل بملبغ 10 مليارات دولار أمريكي، أي ما يعادل تقريبًا إيصالات شباك التذاكر المحلية الأمريكية.

## تأثير المواد الإباحية المتشددة على المجتمع
خلصت دراسات بيرل كوتشينسكي حول المواد الإباحية والجرائم الجنسية في الدنمارك (1970)، وهو تقرير علمي بتكليف من اللجنة الرئاسية المعنية بالفحش والمواد الإباحية، إلى أن تشريع المواد الإباحية في الدنمارك لم يؤد إلى زيادة الجرائم الجنسية (كما كان متوقعًا).
وجدت دراسة أجريت في الدنمارك عام 2003 ونشرت لاحقًا في أرشيفات السلوك الجنسي أن الرجال والنساء يعتقدون عمومًا أن المواد الإباحية المتشددين لها تأثير إيجابي على حياتهم.